# Шемякин, Евгений Иванович
Евге́ний Ива́нович Шемя́кин (9 декабря 1929, Новосибирск — 17 февраля 2009, Москва) — советский и российский ученый-механик в области механики горных пород, доктор физико-математических наук, профессор, академик Академии наук СССР (1984).

## Биография
Родился 9 декабря 1929 года в городе Новосибирске.
В 1952 году окончил Ленинградский государственный университет.
В 1955 году защитил кандидатскую диссертацию, и стал научным сотрудником Института химической физики АН СССР.
С 1960 года — заведующий лабораторией Института теоретической и прикладной механики СО АН СССР.
В 1971—1987 годах — директор Института горного дела СО АН СССР, одновременно являлся заместителем председателя СО АН СССР (1980—1985).
В 1987—1992 годах — председатель высшей аттестационной комиссии СССР; заведовал кафедрой волновой и газовой динамики МГУ.
Создал школу геомехаников в Сибири и определил пути развития горных наук.
Многие годы был главным редактором журнала «Физико-технические проблемы разработки полезных ископаемых».
Поддержал новое научное направление — теорию самоорганизации и саморегуляции природных систем D-SELF.
Основатель научного направления «Теоретические и экспериментальные исследования необратимых деформаций и разрушения твердых тел при ударе и взрыве».
Скончался 17 февраля 2009 года в Москве. Похоронен на Троекуровском кладбище.

## Семья
Женат, двое детей.

## Награды и звания
- Орден «Знак Почёта»
- Орден Дружбы народов
- Орден Трудового Красного Знамени
- Полный кавалер знака «Шахтёрская слава»
- 1984 — Государственная премия СССР
- 1998 — Заслуженный профессор МГУ.

## Членство в организациях
- 1963 — КПСС
- 23 декабря 1976 года был избран членом-корреспондентом АН СССР, Отделение механики и процессов управления по специальности «Механика горных пород». 26 декабря 1984 года избран академиком АН СССР, Отделение геологии, геофизики и геохимии по специальности «Геология, геофизика, горное дело».
- 1993 — Действительный член РАЕН
- Академия горных наук
- Шведское Королевское инженерное общество.